# 앤드리아 게이브리얼
앤드리아 게이브리얼(Andrea Gabriel, 1978년 7월 4일 ~ )은 미국의 배우이다.

## 출연 작품

### 영화
- 브레이킹 던 part2 (2012)
- Snow (미정)

### 텔레비전
- 로스트 (2004-10)